# BAE Systems
BAE Systems plc es el segundo mayor contratista militar del mundo además de una constructora aeronáutica comercial. BAE es una compañía británica con base en Farnborough, Hampshire y con intereses por todo el mundo, particularmente en Norteamérica a través de su subsidiaria BAE Systems Inc. BAE se formó el 30 de noviembre de 1999 con la fusión de British Aerospace (BAe) y Marconi Electronic Systems (MES), la filial de defensa de General Electric (GEC). Como resultado de la fusión, BAE Systems es el sucesor de gran parte de los más famosos aviones y sistemas de defensa británicos.

## Historia

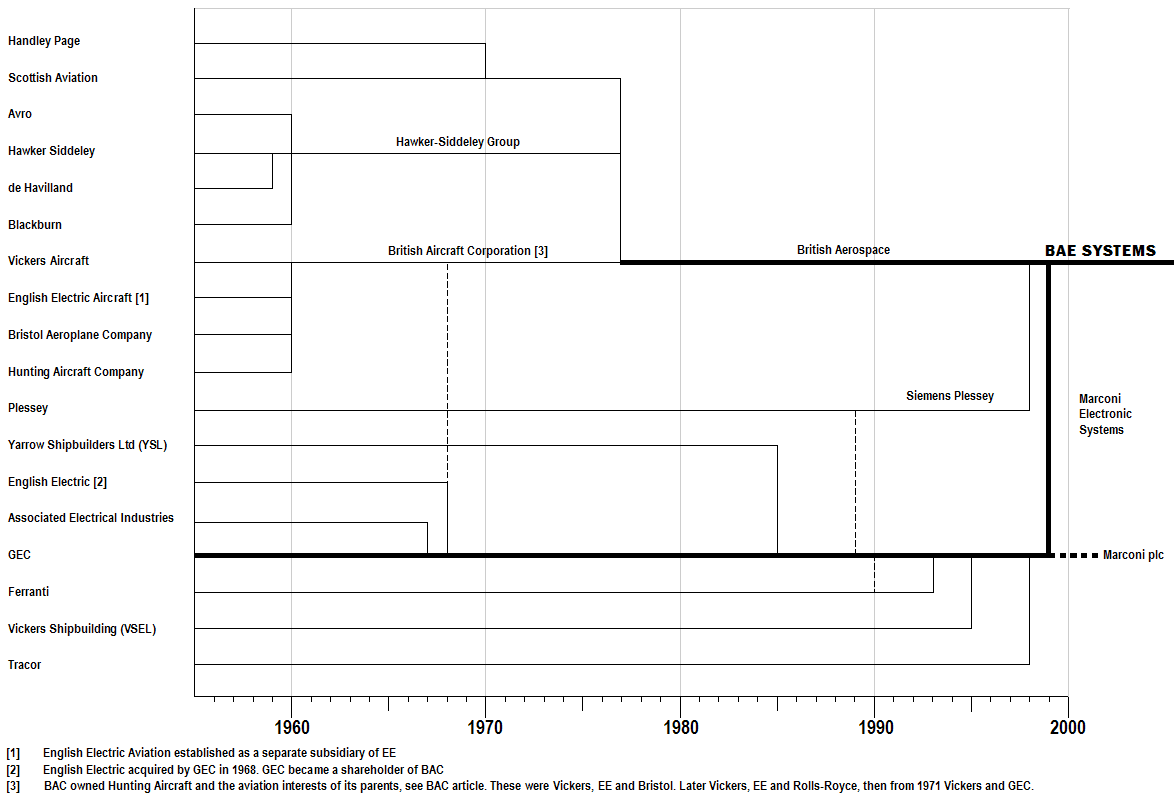
Evolución de la aviación del Reino Unido, desde 1955 hasta la formación de BAE Systems en 1999 (incluye las adquiciones navales).

La fusión British Aerospace/Marconi Electronic systems se acordó el 27 de abril de 1999. MES fue comprada por BAe por 7.700 millones de libras esterlinas. 
Se veía venir que BAe pretendía fusionarse con la alemana DASA para formar un gigante paneuropeo de la aviación; sin embargo finalmente BAe se unió a la filial de defensa electrónica de GEC. La atracción de MES bien pudo haber sido Tracor, comprada por GEC en 1998 y que era la mayor compra en el mercado armamentístico americano por parte de una empresa europea hasta el momento. Tras la fusión BAe/MES, DASA se unió a Aerospatiale para crear European Aeronautic Defence and Space Company (EADS), grupo al que posteriormente se uniría la española CASA tras un acuerdo firmado en diciembre de 1999.
La creación de lo que podría describirse como empresa británica tenía cierta ventaja sobre ese hipotético conglomerado anglo-germano, pues hacía crecer las posibilidades de entrar en el mercado estadounidense más fácilmente. Esto llevó a la compañía a aumentar sus inversiones en los Estados Unidos y también a ver como los ingresos procedentes de ese mercado crecían. Al mismo tiempo, las compañías de la Europa continental vieron limitados sus movimientos por lo masificado del mercado. Grandes empresas europeas como Thales Group y EADS apenas tenían opciones de ser adjudicatarias, en comparación con BAE Systems, de alguna parte del proyecto del F-35 Lightning II.
En el informe anual de 2003, el gerente general de BAE Systems, Richard Evans, resumió la estrategia empresarial tras la fusión con Marconi: 
"En los últimos años BAE Systems ha experimentado una transformación radical de ser una constructora aeronáutica británica a una gran multinacional diversificada. Durante toda esta transformación la compañía ha conseguido una cartera más equilibrada y una gran expansión geográfica."
BAE Systems heredó la "especial" distribución del accionariado que se había establecido cuando British Aerospace fue privatizada, es decir, la acción de oro de 1 libra esterlina en manos del Ministerio de Comercio e Industria británico. Esta acción busca prevenir modificaciones sobre ciertos artículos de los estatutos de la sociedad sin autorización del Ministro. Los artículos en cuestión obligan a que ningún extranjero o extranjeros pueden poseer más del 15% de las acciones ni controlar la mayoría del consejo de administración; además de que el gerente general y el presidente de BAE Systems deben ser ciudadanos británicos.

## Productos

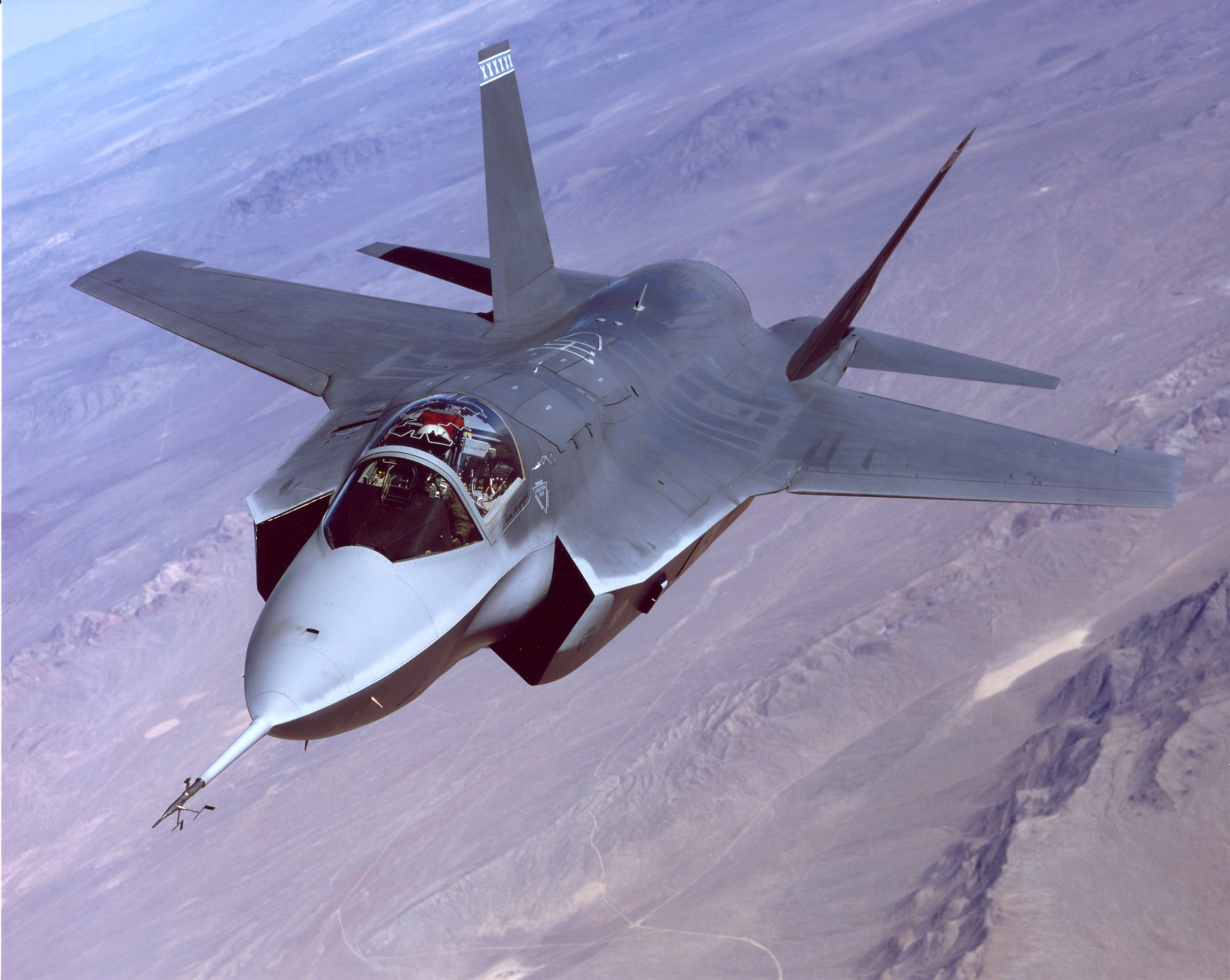
BAE Systems forma parte del proyecto del F-35 Lightning II.

BAE Systems lidera o al menos tiene gran participación en algunos de los proyectos mundiales de alta tecnología aeroespacial, naval o terrestre. Los intereses de BAE Systems en la aviación comercial se centran en Airbus y en BAE Systems Regional Aircraft. La antigua división de BAE en Airbus fue transferida a la nueva "Airbus Integrated Company" en 2001 recibiendo como compensación una participación del 20% de la nueva compañía. Como Airbus UK, esta división fabrica alas para toda la familia Airbus: A300, A310, A318, A319, A320, A321, A330, A340, A350, A380 y A400M. BAE Systems está considerando deshacerse de esta división. BAE Systems Regional Aircraft ya no fabrica aviones, sin embargo continúa alquilando y dando soporte a sus productos, como el Avro RJ/BAE 146, el BAe ATP, el BAe Jetstream o el BAe 748. BAE desempeña papeles importantes en la producción de aviones militares. Los aviones de combate Eurofighter Typhoon, Panavia Tornado y Harrier II, todos de BAE, están en primera línea dentro de la flota de la RAF. BAE es parte fundamental en el programa del F-35 Lightning II. Su avión avanzado de entrenamiento Hawk ha sido ampliamente exportado.
BAE Systems Land Systems fabrica el carro de combate Challenger 2 del Ejército británico, el vehículo blindado Warrior Tracked, el obús M777, el vehículo de mando y enlace Panther y el rifle de asalto SA80-L85. BAE Systems Land and Armaments (antigua United Defense) fabrica la familia de vehículos de combate M2/M3 Bradley, el "Sistema Avanzado de Armamento" de la Armada estadounidense y el obús M109 Paladin.
Entre los grandes proyectos navales están los submarinos Clase Astute, los destructores antiaéreos Type-45 y el proyecto CVF de la Armada Real Británica para un nuevo portaaviones.

## Eventos recientes
En diciembre de 2005, BAE anunció la venta de su subsidiaria alemana de sistemas navales, Atlas Elektronik, a ThyssenKrupp y EADS. El 31 de enero de 2006 hizo lo propio con BAE Systems Aerostructures, que fue vendida a Spirit AeroSystems, Inc.
El 23 de marzo de 2006 BAE y el Grupo VT anunciaron al mercado de valores de Londres que estaban estudiando la compra conjunta de Babcock International. El 10 de mayo BAE Systems abandonó el plan porque "el acuerdo económico no generaba suficientes beneficios ni para BAE Systems ni para las otras partes".
El 6 de abril de 2006 BBC News informó que BAE iba a vender su 20% en Airbus. Si BAE finalmente vendía su 20% en Airbus, EADS sería el comprador más probable, pasando así a poseer el 80% de la compañía. BAE intentó conseguir acordar un precio con EADS de manera informal. Sin embargo, debido a la lentitud de las negociaciones y los desacuerdos en cuanto al precio, BAE ejerció su opción put a través de la que consiguió que el banco de inversiones "N.M. Rothschild  & Sons" realizase una valoración independiente. Tras el anuncio en junio de 2006 de que Airbus retrasaría las entregas del nuevo A380 unos siete meses comenzaron a aparecer informes cuestionando el impacto del valor de la participación de BAE en Airbus. The Independent describió una "disputa furiosa" entre BAE y EADS, pues los primeros creyeron que ese anuncio buscaba devaluar el valor de su participación. El 2 de julio de 2006 Rothschild valoró la participación de BAE en 1900 millones de libras (2.750 millones de euros); bastante por debajo de las expectativas de BAE, de los analistas e incluso de EADS.
Uno de los mayores objetivos de BAE, tal y como remarcó en el Informe Anual de 2005, era conseguir transferencia de alta tecnología entre el Reino Unido y los Estados Unidos. El programa JSF se convirtió en el centro de este esfuerzo, acerca del cual el gobierno sugería abandonarlo una vez fuese transferida la tecnología necesaria para operar y mantener de forma independiente los aviones F-35. El viernes 27 de mayo de 2006 el presidente George W. Bush y el primer ministro Tony Blair firmaron un acuerdo en el que se anunciaba: 
"Ambos gobiernos coinciden en que el Reino Unido tendrá la capacidad de operar, actualizar, emplear y mantener satisfactoriamente la flota de aviones Joint Strike Fighter de tal forma que el Reino Unido retenga la soberanía operacional sobre los aparatos."

## Información corporativa
Con una consolidación casi total de la industria militar en el continente europeo, BAE Systems desvió su atención hacia Norteamérica, por ejemplo adquiriendo Lockheed Martin Control Systems (LMCS), fabricante de los controles de aviones como el bombardero B-2 Spirit, el transporte estratégico C-17 Globemaster III, el caza F/A-18 Hornet o las aeronaves comerciales Boeing 757 y Boeing 767. Otra adquisición fue Lockheed Martin Aerospace Electronic Systems (LMAES), completada en noviembre de 2000.
En noviembre de 2001, BAE anunció el cierre de la línea de producción del Avro Regional Jet BAe 146 en Woodford, Cheshire y la cancelación del Avro RJX, una serie avanzada de la familia. El último Avro RJ ensamblado se convertiría en el último avión civil totalmente británico. BAE continuó dando soporte a los operadores de sus productos a través de BAE Systems Regional Aircraft. En junio de 2002, BAE confirmó que se encontraba en negociaciones con la empresa aeronáutica norteamericana TRW para su absorción. Estas conversaciones fueron fruto de la OPA hostil de Northrop Grumman por 5.900 millones de dólares USA por TRW en febrero de 2002. La guerra de compra entre BAE, Northrop y General Dynamics finalizó el 1 de julio de 2002 cuando Northrop incrementó la oferta hasta los 7.800 millones de dólares USA y ésta resultó aceptada. En diciembre de 2002, BAE experimentó una fuerte caída en sus beneficios debido a los costes por la demora de los proyectos Nimrod MR4 (avión de reconocimiento y ataque marítimo) y Astute SSN (submarinos), proyectos que le supusieron a BAE Systems una carga de 750 millones de libras esterlinas.
BAE ha sido durante mucho tiempo protagonista de los titulares de prensa debido a supuestas fusiones con grandes empresas norteamericanas del ramo como Boeing, Lockheed Martin o General Dynamics. La sección de construcción aeronáutica de la compañía (eso incluía a Airbus en el contexto de Boeing) fue blindada ante cualquier posible fusión. El atractivo de una relación o unión con alguna compañía estadounidense es muy fuerte debido a que el mercado militar estadounidense es, de lejos, el mayor del mundo. La compañía ya había realizado ventas al Pentágono por valor de 9.000 millones de dólares USA y cualquier movimiento posterior dentro del mercado estadounidense supondría mucho más, por ejemplo en el caso de que BAE Systems se convirtiera en adjudicatario principal de un gran proyecto. BAE Systems debía enfrentarse a menos problemas que sus competidores europeos en este tipo de operaciones, pues existe un alto grado de integración entre los sistemas de defensa británicos y estadounidenses. 
En mayo de 2004 saltó la noticia de que BAE Systems pretendía vender parte de su división de astilleros, en concreto las dos factorías del río Clyde en Escocia y la de Barrow-in-Furness. Finalmente la compañía se limitó a declarar que simplemente había estado revisando sus operaciones. Se rumoreaba que General Dynamics quería comprar las instalaciones de submarinos en Barrow, mientras Vosper Thornycroft decía estar interesada en los astilleros restantes. Hacia 2006 el movimiento más probable de la sección de construcción naval de BAE Systems es la fusión con otros astilleros británicos para formar una nueva gran compañía.
El 4 de junio de 2004, BAE Systems superó la oferta de General Dynamics por Alvis Vickers. Lo que parecía una victoria segura para la compañía norteamericana fue frenado en seco por el movimiento sorpresa de BAE Systems. Se interpretó como un intento para mantener un competidor tan fuerte en el "patio trasero" de BAE Systems. El 7 de marzo de 2005 BAE Systems anunció la adquisición  por 4.192 millones de dólares USA de United Defense Industries (UDI). UDI, gran competidor de General Dynamics, es principalmente fabricante de sistemas de defensa terrestre, potenciando la participación de BAE Systems en este sector y sus ventas en el mercado estadounidense. Los productos de UDI son vehículos de combate, sistemas de artillería, armamento naval, lanzamisiles y munición guiada de precisión.
En diciembre de 2005, BAE anunció la venta de su subsidiaria alemana de sistemas navales, Atlas Elektronik, a ThyssenKrupp y EADS. La venta fue complicada por la necesidad del gobierno alemán de aprobar cualquier venta. El Financial Times describió la venta como "a precio recortado" debido al hecho de que la compañía francesa Thales intentase comprarla por 300 millones de euros, operación bloqueada por motivos de seguridad nacional. El 31 de enero de 2006 BAE anunció la venta de BAE Systems Aerostructures a Spirit AeroSystems, Inc. BAE afirmó que, a principios de 2002, pretendía deshacerse de todo lo que no formase parte de su negocio principal. El 16 de marzo de 2006 el Financial Times informó de la posible venta de la participación del 37.5% de BAE en MBDA. El diario informaba de que EADS estaba interesada en hacerse con el control de la "joint venture" adquiriendo la parte de BAE y el 25% de Finmeccanica.

### Eurosystems
En julio de 2003 BAE Systems y Finmeccanica anunciaron su intención de constituir tres "joint venture" que serían conocidas en conjunto como Eurosystems, encargada de reunir la aviónica, capacidades militares y tecnología de comunicaciones de ambas empresas. Las dificultades de integración llevaron a una reconsideración de la propuesta, como afirma el Informe Anual 2004 de BAE, reconociendo que "la complejidad de la propuesta inicial Eurosystems con Finmeccanica nos ha forzado a buscar un modelo más sencillo".
Este acuerdo revisado ("la Transacción Eurosystems") fue firmado el 27 de enero de 2005. BAE y Finmeccanica anunciaron la intención de cerrar la "joint venture" Alenia Marconi Systems (AMS), asumiendo ambas compañías las respectivas operaciones.
El 3 de mayo de 2005 la Transacción Eurosystems finalizó del siguiente modo:
- las operaciones en el Reino Unido de AMS (salvo el control de tráfico aéreo y los sistemas de comunicación) fueron unidas a la división de funciones militrares de BAE Systems (salvo los sistemas de comunicación) para formar la nueva división de BAE Systems, BAE Systems Integrated System Technologies (Insyte).
- la sección de comunicaciones de AMS y de BAE Systems fueron vendidas a Selenia Communications, filial de Finmeccanica
- la mayoría de BAE Systems Avionics y toda la sección de aviónica de Finmeccanica fueron compradas de forma conjunta por la nueva "joint venture" SELEX Sensors and Airborne Systems, controlada en un 25% por BAE y un 75% por Finmeccanica, quien tenía la opción de comprar ese 25% restante.

### Futuro de la participación en Airbus
Al igual que las posibles fusiones y adquisiciones en Norteamérica, el futuro de la participación del 20% de BAE en Airbus ocupó  durante mucho tiempo los titulares de la prensa económica internacional.
La publicación anual The World in 2006, editada por la revista The Economist, predijo que BAE Systems estaba casi segura de vender su parte de Airbus en 2006 para poder llevar fusionarse con alguna empresa estadounidense (L-3 Communications era considerado el "candidato obvio"). EADS tenía opción preferente sobre la participación y era la empresa con más probabilidades de quedársela, pero la revista afirmaba que ambas partes tratarían la venta en el verano de 2005 y no alcanzaron acuerdo alguno sobre el precio.
En marzo de 2006 comenzaron a aparecer de forma intensiva informaciones varias en los medios británicos acerca de la posibilidad de una venta, con ese 20% de BAE "valorado de forma conservadora" en 3500 millones de euros. A pesar de las negativas de la compañía la BBC informó el 6 de abril de 2006 de que BAE efectivamente iba a vender su participación, probablemente a su hasta el momento socio EADS. El movimiento fue visto por muchos analistas como una acción para hacer las posibles alianzas con empresas norteamericanas más factibles, en términos tanto políticos como económicos.

### Gobierno corporativo
Hacia noviembre de 2005 los miembros del consejo de administración de BAE Systems eran: Sue Birley, Phil Carroll, Ulrich Cartellieri, Chris Geoghegan, Michael Hartnall, Michael Lester, Peter Mason, Steve Mogford, Dick Olver, Roberto Quarta, Mark Ronald, George Rose, Michael Turner y Peter Weinberg.
A finales de marzo de 2004 y tras más de 30 años al frente de la compañía (y de sus predecesoras), el presidente de BAE Systems, Sir Richard Evans anunció a su sucesor. Dick Olver, hasta entonces vicepresidente, sucedió a Sir Richard el 1 de julio de 2004. Este nombramiento llegó en un momento muy oportuno coincidiendo con la recuperación de la empresa en los mercados tras el grave recorte de beneficios sufrido en diciembre de 2002. 
El gerente general de BAE Systems ya era entonces Mike Turner, que había sustituido a John Weston en 2002. Weston fue forzado a dimitir en lo que fue un movimiento sorpresa. Se rumoreaba que Turner, al igual que Sir Richard Evans, no se llevaba especialmente bien con algunos de los miembros del gabinete del Ministro de Defensa. Curiosamente la primera reunión entre el nuevo presidente Olver y el Secretario de Defensa (segundo del ministro) fue presentada como un éxito, llegando a comentarse desde el ministerio que "(Olver) es un hombre con quien se puede trabajar. Pensamos que es bueno darle aire fresco a las cosas."
Algunos informes presentados en 2005 sugerían que las relaciones entre el presidente Olver y el gerente general Turner, eran especialmente tensas. En junio de 2005, Turner hizo crecer las preocupaciones de los inversores acerca de las tensiones en la directiva, al criticar los conocimientos de Olver sobre la industria militar, "[él] tiene un escaso conocimiento de base y no sabe nada sobre nuestra industria". Turner sugirió de todos modos que Olver acabaría aprendiendo, "Lo entenderá todo en unos 5 años. Éste es un negocio que lleva tiempo comprender.
Pero no es sólo negocio, es política."

### Información financiera
| Ejercicio     | Facturación (millones de £) | Beneficios/(pérdidas) antes de impuestos (millones de £) | Beneficio neto (millones de £) | Ganancias por acción (peniques) |
| ------------- | --------------------------- | -------------------------------------------------------- | ------------------------------ | ------------------------------- |
| 31/12/2005[i] | 15.411                      | 845                                                      | 555                            | 22,5                            |
| 31/12/2004[i] | 13.222                      | 730                                                      | 3                              | 17,4                            |
| 31/12/2003    | 15.572                      | 233                                                      | 8                              | 16,6                            |
| 31/12/2002    | 12.145                      | (616)                                                    | (686)[ii]                      | 17,3                            |
| 31/12/2001    | 13.138                      | 70                                                       | (128)                          | 23,4                            |

[i]: Estándar IFRS. Datos ente 2001 y 2003 preparados según el estándar británico GAAP.

[ii]: Refleja las cargas por valor de 750 millones de libras por los problemas con el Nimrod MRA4 (500 millones) y con los submarinos Astute (250 millones).
De todas las actividades de la compañía, la más provechosa era la relacionada con los contratos "Al Yamamah" para suministrar y mantener el material de la Fuerza Aérea de Arabia Saudí. Este acuerdo contribuyó sustancialmente a los beneficios de la compañía, un 42% en 2003.

### Alegatos de soborno
BAE (y British Aerospace previamente) por mucho tiempo han sido sujeto de acusaciones de soborno en relación con sus negocios en Arabia Saudita (a través de los contratos Al Yamamah). La compañía ha sido acusada de mantener un fondo de usos ilícitos de £60 millones y es sujeto de investigación por la Oficina de Importantes Fraudes. La Oficina Nacional de Auditoría del Reino Unido (UK National Audit Office) investigó los contratos y hasta la fecha no ha publicado sus conclusiones - el único reporte de la UK-NAO que hasta hoy se haya retenido.
El diario inglés The Guardian alegaba que en septiembre de 2005 los registros bancarios muestran que BAE pagó £1 millón a Augusto Pinochet, el antiguo dictador chileno.

### Críticas
Como muchos otros fabricantes de armas, BAE ha recibido muchas críticas por parte de organizaciones de derechos humanos y organizaciones contra el tráfico de armas debido a documentos sobre derechos humanos de los países a quienes BAE ha vendido armas y/o equipo.  Estos incluyen Indonesia, Arabia Saudita y Zimbabue.

### Organización
- BAE Systems Air Systems (Proyectos de aeronaves militares)
- BAE Systems Integrated System Technologies
- BAE Systems Customer Solutions & Support
- BAE Systems Naval Ships
- BAE Systems Inc
  - BAE Systems Land and Armaments
- BAE Systems Regional Aircraft
- BAE Systems Shared Services (administración de recursos de grupos, etc.)
- BAE Systems Submarines
- BAE Systems Underwater Systems
- BAE Systems Platform Solutions

### Proyectos de riesgo compartido, etc.
- Airbus UK (20% de Airbus S.A.S.)
- Eurofighter Jagdflugzeug GmbH (33%)
- MBDA UK (37.5% de MBDA)
- Gripen International
- Saab Military Aircraft (20.5%)
- SELEX Sensors and Airborne Systems (25%)
- Panavia Aircraft GmbH (37.5%)
- Fleet Support Limited (50%, el dueño del remanente de las acciones es VT Group plc)